# Max Schmid-Burgk

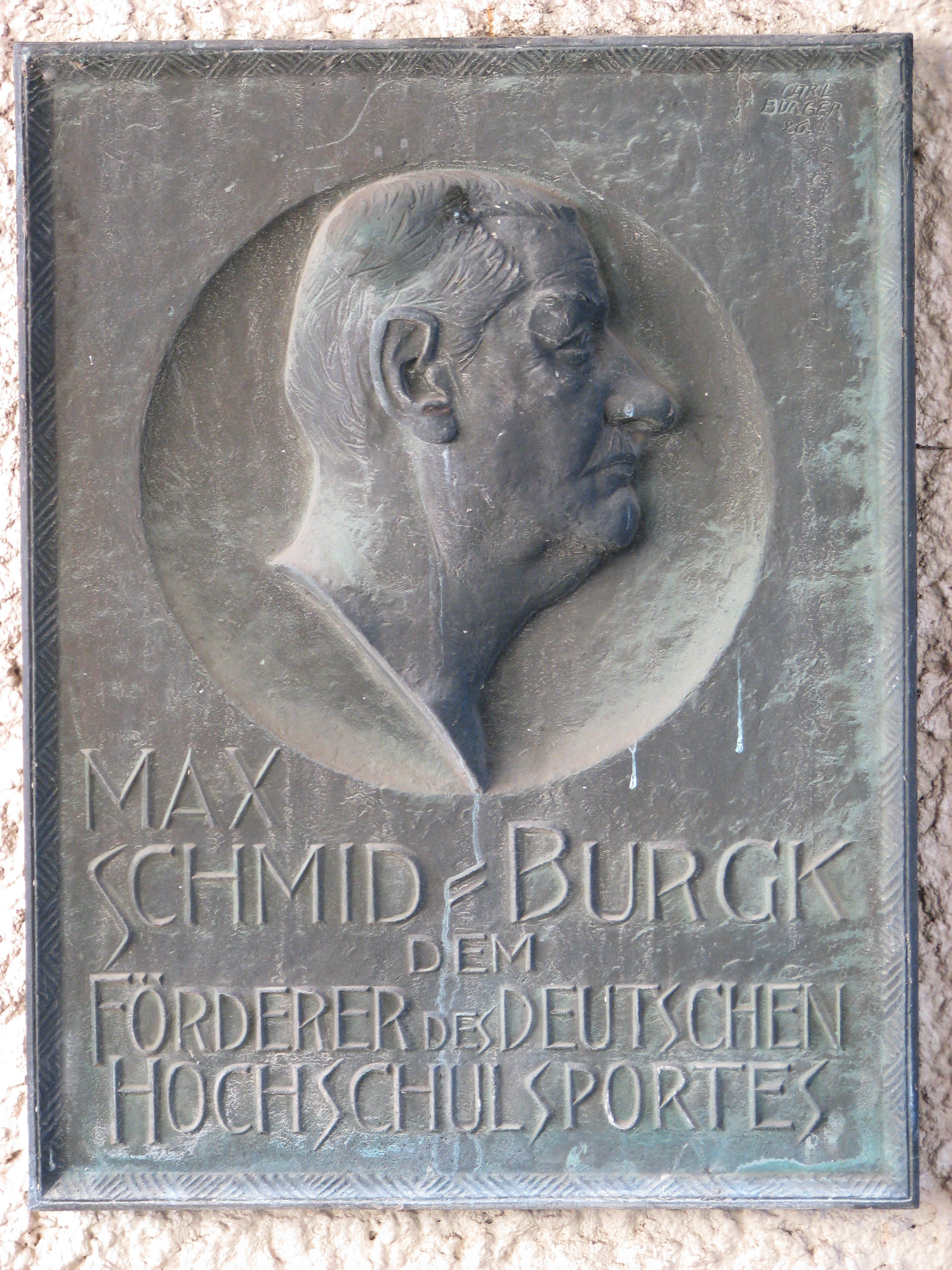
Max Schmid-Burgk – Bronzetafel für seine Verdienste um den Hochschulsport

Max Schmid-Burgk (bis 1914 Max Schmid, * 3. Oktober 1860 in Weimar; † 14. März 1925 in Aachen) war ein deutscher Kunsthistoriker und Museumsdirektor.

## Leben und Wirken
Max Schmid-Burgk studierte seit 1880 an der Kunstakademie und der Königlichen Kunstschule in Berlin sowie seit 1884 Kunstgeschichte an der Universität Berlin und wurde 1889 in Heidelberg promoviert. Anschließend arbeitet unter anderem 1890 als Volontär am Kupferstichkabinett der Berliner Museen. 1892 habilitierte er sich an der Technischen Universität Berlin-Charlottenburg und lehrte dort als Privatdozent. Im Jahr 1894 folgte er einem Ruf an die Technische Hochschule Aachen, wo er als ordentlicher Professor als Nachfolger von Robert Vischer den Lehrstuhl für Kunstgeschichte und Ästhetik übernahm.
Nach dem Tod des ebenfalls an der Technischen Hochschule Aachen tätigen Kunstprofessors Franz Reiff verwaltete Schmid-Burgk 1902 zusätzlich Reiffs testamentarisch der Technischen Hochschule vermachte Sammlung, die in einem hierfür extra eingerichteten Gebäude, dem Reiff-Museum, untergebracht worden war. Unter seiner Leitung wurde das Reiff-Museum zu einem zentralen Ausstellungs- und Veranstaltungsort für die Kunst der Moderne. Zum Zweck der Gestaltung und Erweiterung dieser Ausstellung bereiste Schmid-Burgk vergleichbare Museen in der Umgebung und ließ sich von deren Einrichtungs- und Ausstellungscharakter inspirieren. In der Folgezeit förderte er talentierte Aachener Kunststudenten wie beispielsweise Emil Fahrenkamp und Ewald Mataré, arbeitete aber auch intensiv zusammen mit so bekannten Künstlern wie Paul Klee, Lyonel Feininger, George Grosz, Karl Schmidt-Rottluff, Erich Heckel, Max Pechstein, Ernst Ludwig Kirchner, Marc Chagall, Emil Nolde und Ludwig Meidner, denen er mit zeitweiliger Unterstützung des Münchener Kunstsammlers Franz Josef Brakl immer wieder Ausstellungsmöglichkeiten im Reiff-Museum eröffnete. Bereits im Jahr 1909 organisierte er seine erste Ausstellung, die ein großer überregionaler Erfolg wurde. Mittlerweile seit 1910 zum Geheimen Regierungsrat befördert, erstand Schmid-Burgk im Jahr 1913 im Rahmen einer Verkaufsausstellung von Wassily Kandinsky und Hanns Bolz für das Museum ein kostbares Gemälde von Kadinsky, ein zweites Wunschbild wurde allerdings kurz zuvor anderweitig vergeben. Diese Konfrontation mit aktueller Kunst der Avantgarde führte bei der konservativen Aachener Presse zu heftigen Kunstdebatten.
Nach einer Unterbrechung auf Grund seines Einsatzes als Soldat im Ersten Weltkrieg und einer vorübergehenden Schließung des Gebäudes, verstärkte Schmid-Burgk anschließend sein Engagement, das Museum als Ort der künstlerischen Auseinandersetzung zum integralen Bestandteil seiner Konzeption zu machen. Dazu folgten in rascher Folge mit Hilfe von Sponsorengeldern weitere Ausstellungen, auf denen sich gemäß dem Werkbund-Gedanken Künstler und Handwerker mit expressionistischen Plastiken und abstrakten Gemälden sowie mit Entwürfen zu Wohnsiedlungen, Werbeplakaten oder Tischkarten präsentieren konnten ebenso wie Ausstellungen von prähistorischen und galloromanischen Fundstücken der Aachener Stadtgeschichte aus Beständen der von ihm selbst geleiteten örtlichen Ausgrabungen, an denen er sich in jenen Jahren unter kunsthistorischen Aspekten im Großraum rund um Aachen verstärkt beteiligte. Später im Jahr 1922 initiierte Schmid-Burgk noch eine umstrittene aber bedeutende Ausstellung der linksradikalen Jugend und mit Unterstützung des Düsseldorfer Kunsthändlers Alfred Flechtheim, weitere Ausstellungen für die Künstler Jan Thorn Prikker, Max Beckmann und andere. Gleichzeitig konnte er durch Zukäufe von Modellen, Möbeln, Abgüssen und Spolien Lücken füllen und den Bestand erweitern.
Bis zu 80 Veranstaltungen mit europäischen und regionalen Künstlern gehen auf seine Initiative zurück und reflektierten die damalige Kunstentwicklung. Dabei waren für ihn besonders auch die thematische Erweiterung seines Lehrstuhls sowie die enge Zusammenarbeit zwischen Lehrstuhl und Reiff-Museum von großer Bedeutung. Darüber hinaus verfasste Schmid-Burgk zahlreiche Publikationen sowohl in Buchform als auch für entsprechende Fachzeitschriften.
Max Schmid-Burgk setzte sich neben seiner Lehr- und Museumstätigkeit insbesondere auch für die Förderung des Hochschulsports ein. So wurde er unter anderem zum Vorsitzenden der Akademischen Turn- und Spielvereinigung Aachens gewählt als auch in den Jahren 1924/25 zum Vorsitzenden des Instituts für Leibesübungen ernannt. Im Jahre 1924 beteiligte sich Schmid-Burgk persönlich an der Vorbereitung und Durchführung der Deutschen Akademischen Olympiade, die anlässlich des nachkriegsbedingten Ausschlusses Deutschlands von den im gleichen Jahr stattfindenden offiziellen Olympischen Spielen in Paris sowie der Jeux Universitaires Internationales in Warschau unter besonderem Aspekt in Marburg stattfand. Darüber hinaus war er seit 1909 Ehrenmitglied der Aachener Burschenschaft Teutonia in der Deutschen Burschenschaft. Schmid-Burgk verstarb am 14. März 1925 noch voller Schaffensdrang plötzlich und unerwartet.
Sein Sohn Edgar Schmid-Burgk (1902–1945), arbeitete in der Zeit des Nationalsozialismus im Reichspropagandaministerium und nahm für dieses am 6. März 1942 an einer Folgeveranstaltung der Wannseekonferenz zur Endlösung der Judenfrage teil.

## Ehrungen
Für seine vielseitigen Verdienste um die Kunstgeschichte im Allgemeinen und um das Reiff-Museum im Besonderen wurde Max Schmid-Burgk mit dem
- Roten Adlerorden vierter Klasse im Jahr 1906 und mit dem
- Preußischen Königlichen Kronenorden dritter Klasse im Jahr 1914 sowie während des Ersten Weltkrieges mit dem
- Eisernen Kreuz zweiter Klasse und der
- Preußischen Rote Kreuz-Medaille dritter Klasse ausgezeichnet.

Außerdem wurde 1926 eine von Carl Burger geschaffene Bronzetafel am Hochschulsportzentrum angebracht sowie am 10. Mai 1928 ihm zu Gedenken eine Büste im Reiff-Museum enthüllt.

## Schriften (Auswahl)
- Die Darstellung der Geburt Christi in der bildenden Kunst. Entwicklungsgeschichtliche Studie. Stuttgart : Hoffmann, 1890
- Rethel. Bielefeld : Velhagen & Klasing, 1898.
- Ein Aachener Patrizierhaus des XVIII. Jahrhunderts Stuttgart : Hoffmann, 1900.
- Kunstgeschichte des 19. Jahrhunderts. 2 Bände, Leipzig : E. A. Seemann 1904–1906.
- Hundert Entwürfe aus dem Wettbewerb für das Bismarck-National-Denkmal auf der Elisenhöhe bei Bingerbrück-Bingen. Düsseldorf : Düsseldorfer Verlags-Anstalt, 1911 (Digitalisat).
- Die Landschaft. Bielefeld : Velhagen & Klasing, 1923.
- Max Klinger. Bielefeld : Velhagen & Klasing, 1926, 5. Aufl. / bearbeitet von Julius Vogel.

## Weblink und Quellen
- Biografie über Max Schmid-Burgk auf den Seiten des Reiff-Museums Aachen
- Schriften von Max Schmid-Burgk, auf den Seiten des Reiff-Museums Aachen